# Arthur Mathiron
Pas d'image ? Cliquez ici

a Compétitions nationales et continentales officielles uniquement.

b Matchs officiels uniquement.
Dernière mise à jour le 29 juillet 2025.
Arthur Mathiron, né le 19 mai 2003 à Chalon-sur-Saône (Saône-et-Loire), est un joueur français de rugby à XV évoluant aux postes d'ailier et de centre au Lyon OU. 
Il remporte le Championnat du monde junior en 2023 avec l'équipe de France des moins de 20 ans. 

## Biographie

### Jeunesse et formation
Arthur Mathiron est originaire de Chalon-sur-Saône. Il commence la pratique du rugby à XV à l'âge de sept ans à l'ASRC Chalon puis au Rugby Tango chalonnais, restant dans la commune durant dix années. Il intègre ensuite le Pôle espoirs de Dijon pour un parcours de formation de trois ans.
En 2021, il rejoint l'équipe espoirs du Lyon OU, après avoir été repéré pour ses performances. Durant ces deux saisons, il est sélectionné en équipe de France à sept et en équipe de France des moins de 20 ans.
Ces sélections lui permettent de participer au Tournoi des Six Nations des moins de 20 ans 2023 et de remporter le Championnat du monde junior en Afrique du Sud en 2023,. Lors de la finale contre l'Irlande au Athlone Stadium, il entre en jeu à la 73e minute, remplaçant Paul Costes. Après ce titre, il reste proche de ses coéquipiers Léo Drouet, Paul Costes et Théo Attissogbe, avec lesquels il entretient des échanges réguliers.

### Prêt et révélation à l'USON Nevers
Après son titre de champion du monde et la signature de son premier contrat professionnel avec le Lyon OU, il est prêté à l'USON Nevers pour la saison 2023-2024. Ses débuts à l'USON sont mitigés, mais son repositionnement à l'aile lui permet de s'imposer et de gagner du temps de jeu. Il inscrit un total de douze essais en vingt-quatre matchs pour sa première saison professionnelle. Ses performances solides lui valent une nomination pour le titre de meilleur ailier gauche de la saison 2023-2024 ainsi qu'une place dans le XV type de la saison de Pro D2.
Pour la saison 2024-2025, le Lyon OU renouvelle son prêt à l'USON Nevers. Il réalise une nouvelle saison complète avec 24 matchs disputés, pour huit essais inscrits.
À partir de la saison 2025-2026, il fait son retour au Lyon OU,.

## Palmarès
- Vainqueur du Championnat du monde junior en 2023 avec l'équipe de France des moins de 20 ans.